# میکل بالنزیاگا
میکل بالنزیاگا (اسپانیایی: Mikel Balenziaga‎؛ زادهٔ ۲۹ فوریهٔ ۱۹۸۸) یک بازیکن فوتبال اهل اسپانیا است که اکنون در پست مدافع برای تیم اتلتیک بیلبائو بازی می‌کند.
از باشگاه‌هایی که در آن بازی کرده‌است می‌توان به رئال وایادولید، نومانسیا و اتلتیک بیلبائو اشاره کرد.